# Университет Огайо
Университе́т Ога́йо (англ. Ohio University) — американский публичный исследовательский университет, расположенный в кампусе в 7,5 км² в городе Атенс, штат Огайо. Университет Огайо является первым вузом в Америке, образованным актом Конгресса, а также первым университетом на территории бывшей Северо-западной территории; он также является девятым старейшим государственным университетом в Соединенных Штатах. В главном кампусе, расположенном в городе Атенс, обучается более 26 000 студентов, которые приезжают из практически каждого штата и примерно из 100 стран.
Университет Огайо предлагает более 250 направлений бакалавриата. На уровне магистратуры университет предоставляет степень магистра во многих из его главных академических направлений. Университет Огайо полностью аккредитован Северной Центральной Ассоциацией колледжей и школ. Фонд Карнеги по улучшению преподавания классифицирует Университет Огайо как исследовательский университет (высокий научно-исследовательский уровень) в категории базовой классификации.
По общему количеству победителей Программы Фулбрайта университет стоит в одном ряду с такими университетами, как Бостонский колледж, Принстонский университет и Калифорнийский университет в Лос-Анджелесе. Университет Огайо был признан Бюро по делам образования и культуры крупнейшим в 2014—2015 годах по количеству студентов, получивших Программу Фулбрайта среди американских студентов.

## История
Университет Огайо был официально создан 18 февраля 1804 года, когда его устав был заверен Генеральной Ассамблеей нового штата. Его заверение прошло через 11 месяцев после того, как Огайо был принят в США. Первые три студента были приняты в университет в 1809 году. Университет окончили двое из них, получив степень бакалавра в 1815 году.

## Почётные профессора
- Макгинн, Ричард (Дик) Бернард (1939—2018)